# Victor Joly
Pour les articles homonymes, voir Joly.
Victor Joly, né le 15 avril 1923 à Quévy-le-Petit et mort le 10 juin 2000 au Cannet, est un coureur cycliste belge, naturalisé français en 1962. Il est professionnel de 1946 à 1953.

## Palmarès
- 1947
  - Paris-Saint-Quentin[2]
- 1950
  - 2e de Paris-Chauny
- 1952
  - 2e du Circuit de la Vienne

## Résultats sur les grands tours

### Tour de France
2 participations
- 1947 : 47e
- 1948 : abandon (14e étape)